# William Strang (Fußballspieler)
William „Wull“ Strang (* 16. September 1878 in Dunfermline, Schottland; † 7. Oktober 1916 in Rouen, Frankreich) war ein schottisch-kanadischer Fußballspieler.

## Karriere und Leben
William Strang wurde als Sohn von Alexander Strang und seiner Frau Christiana im schottischen Dunfermline geboren. Sein Zwillingsbruder Sandy Strang war ebenfalls Fußballspieler. 
Seine Fußballkarriere begann er in seiner Heimatstadt bei Dunfermline Athletic, bevor er im Jahr 1899 zum FC Orion nach Aberdeen wechselte. Im April 1903 unterschrieb der Abwehrspieler einen Vertrag bei Celtic Glasgow. Sein Debüt gab er am 1. Spieltag der Saison 1903/04 bei einem 2:1-Heimsieg gegen Partick Thistle. Im selben Spiel trat Celtic zum ersten Mal in der Vereinsgeschichte mit den als „Hoops“ (Reifen) bekannten grün-weiß gestreiften Trikots an. In zwei Spielzeiten, die er bei Celtic verbrachte, kam er nur auf zwei Ligaspiele. Sein erster Auftritt war am 1. Spieltag und der zweite am letzten Spieltag der Saison 1903/04 (6:1-Sieg über Kilmarnock). Er spielte hauptsächlich für die Reservemannschaft und wurde zeitweise an den FC Renton verliehen. Er ging mit „Celtic“ 1904 auf eine Irland-Reise und spielte dabei gegen Bohemians Dublin und Belfast Celtic.
Im Jahr 1904 wurde sowohl William als auch sein Bruder Sandy von der Scottish Football Association suspendiert. Einer der beiden eineiigen Zwillingsbrüder wurde während eines Spiels vom Platz gestellt, nachdem er den Schiedsrichter angegriffen hatte. Der eine gab dem anderen die Schuld, und keiner von beiden gab zu, vom Platz gestellt worden zu sein. Die SFA konnte nicht feststellen wer schuldig war, und suspendierte daher beide auf unbestimmte Zeit.
Im Jahr 1905 wanderte er nach Kanada aus und folgte seinem Bruder. Beide spielten weiter Fußball für den von Schotten gegründeten Verein Calgary Callies. Als gelernter Drucker war William bei der Zeitung Calgary Herald in Calgary angestellt, bevor er zum „Albertan“ ging.
Am 21. August 1915, ein Jahr nach Ausbruch des Ersten Weltkriegs, trat Strang als Private in das 56. Bataillon der Canadian Expeditionary Force ein. Er gab dabei sein Geburtsjahr um zwei Jahre jünger an. Nach Abschluss seiner Ausbildung und einem kurzen Heimaturlaub schiffte er sich im März 1916 nach England ein. Nach einer zusätzlichen Ausbildung in England wurde er zum 31. Bataillon versetzt und landete im Juli 1916 in Frankreich. Dabei war er stets gemeinsam mit seinem Zwillingsbruder im gleichen Bataillon. Zunächst in der Nähe von Ypern stationiert, wurden sie Anfang September in den Süden an die Somme verlegt. Nach der Schlacht bei Flers–Courcelette wurde er am 21. September 1916 zum Lance Corporal befördert.
Am 26. oder 27. September erlitt Strang während der Schlacht bei Morval im Einsatz eine schwere Kopfwunde und einen Schädelbruch. Er starb am 7. Oktober 1916 im Lazarett in Rouen. Er wurde auf dem Friedhof St. Sever in Rouen beigesetzt. Sein Zwillingsbruder Sandy wurde ebenfalls verwundet und wurde im November 1917 nach Kanada zurückgeschickt, da er als medizinisch untauglich aus der Armee entlassen wurde.